# Chory
Osoba chora – osoba znajdująca się w stanie przejściowej lub stałej utraty zdrowia, zdefiniowanego przez Światową Organizację Zdrowia jako stan pełnego dobrostanu fizycznego, psychicznego i socjalnego. Chory zdany jest na możliwości obronne organizmu oraz na pomoc medyczną. W przypadku niektórych chorób psychicznych, osoba chora posiada ograniczoną odpowiedzialność karną.

## Pozycja osoby chorej w społeczeństwie
W dziejach cywilizacji ludzkiej chory był z jednej strony marginalizowany - jako niezdolny do walki, pracy, zdobywania jedzenia. Z drugiej strony był na ogół pod większą ochroną - początkowo zwyczajową, później i prawną. U wielu plemion prymitywnych niektóre choroby psychiczne były znakiem sakralnym - na przykład dostępu do nadzwyczajnej wiedzy albo opętania przez siły nieczyste. W średniowieczu w całej Europie rozwijała się pod wpływem chrześcijaństwa cała sieć szpitali, umieralni, przytułków dla chorych - na ogół przy klasztorach i kościołach. W czasach nowożytnych podobne instytucje powstawały w obrębie miast. W XIX wieku, wraz z postępem myśli społecznej pozycja chorego uległa znacznej poprawie. Największy wpływ miało stopniowe ustanowienie osłon socjalnych i zdrowotnych dla chorych.

## Aktualna sytuacja w krajach rozwiniętych
Dziś wszelkie systemy zdrowotne w państwach rozwiniętych biorą pod ochronę osobę chorą. W większości tych państw istnieje obowiązkowe ubezpieczenie zdrowotne, które pokrywa koszty leczenia. Choremu pracownikowi przysługuje zwolnienie z pracy na czas choroby na podstawie medycznej diagnozy. Za ten czas przysługuje mu ochrona przed utratą pracy oraz cała bądź prawie cała pensja.